# Salpik
Salpik (niem. Salpkeim) – wieś w Polsce położona w województwie warmińsko-mazurskim, w powiecie kętrzyńskim, w gminie Kętrzyn.
W latach 1975–1998 miejscowość administracyjnie należała do województwa olsztyńskiego.
Salpik jest sołectwem do którego należą wsie: Bałowo, Sykstyny, Ugiertowo i Przeczniak.

## Historia
Wieś zasiedlana była Prusami. W przywilejach dla wsi Salpik z roku 1399 i 1400 część włók osadzana była wolnymi. Wolni posiadali większe gospodarstwa od chłopów czynszowych i zobowiązani byli do wystawiania służb zbrojnych. Był to stan pośredni między chłopami czynszowymi, a szlachtą. Powyższe przywileje dla wsi wystawiał komtur bałgijski Ulrich von Jungingen. W tym czasie w Salpiku było dziewięciu wolnych, których gospodarstwa miały wielkość od 4 do 6 włók..